# Stade de Franceville
Stade de Franceville je víceúčelový stadion nacházející se v gabonském městě Franceville. Součástí stadionu je fotbalové hřiště a běžecká dráha. Stadion pro 25 000 diváků byl otevřen v lednu 2012, kdy Gabon hostil Africký pohár národů. 